# Маркевич, Анатолий Мечиславович
Анатолий Мечиславович Маркевич (бел. Анатоль Мечыслававіч Маркевіч; род. 1971 год, д. Громки, Щучинский район, Гродненская область, Белорусская ССР, СССР) — белорусский государственный деятель.

## Биография
Родился в 1971 году в деревне Громки Щучинского района Гродненской области.
В 1994 году окончил физико-математический факультет Брестского государственного педагогического института им. А. С. Пушкина, в 2006 — Академию управления при Президенте Республики Беларусь.
Свою трудовую деятельность начал в 1993 году. Тогда он работал учителем. С 1995 по 2012 года руководил различными школами в Гродненской области. В 2002 году был назначен на должность заместителя председателя Кореличского районного исполнительного комитета. В 2010—2011 годах возглавлял Кореличский районный Совет депутатов.
В 2011 году был назначен на должность Председателя Новогрудского районного исполнительного комитета. На этой должности он проработал до 2019 года. Молился, чтобы пошел дождь и за хороший урожай. Был причастен к уничтожению домашних свиней под видом учений.
С февраля 2019 по ноябрь 2020 — помощник Президента — инспектор по Брестской области.
19 ноября 2020 года по решению Президента Республики Беларусь Александра Лукашенко был назначен на должность Министра культуры Республики Беларусь. Комментируя назначение Маркевича, Лукашенко признался, что для него это решение было нестандартным. Назначать человека в сферу, в которой у него нет опыта — нестандартно. По его словам, он прислушался к мнению деятелей искусств, что руководить ведомством надо направить менеджера. Одним из доводов в пользу назначения Маркевича был его опыт длительной работы в руководстве местными органами власти.
20 января 2022 года на сайте государственной газеты «СБ. Беларусь сегодня» вышла статья со словами Маркевича об увольнении более 300 сотрудников учреждений культуры за «деструктивную позицию». На следующий день эта статья была удалена.
В марте 2022 года Анатолий Маркевич попал под санкции Канады.
В феврале 2023 года на коллегии министерства культуры Маркевич заявил, что «предателям не место на сцене».
В июне 2023 года Маркевич заявил, что при выдаче гастрольного удостоверения управления культуры будут устанавливать, является ли творчество того или иного артиста приемлемым.

## Личная жизнь
Со слов Александра Лукашенко по национальности поляк. Католик.
Отец — Мечислав Маркевич работал водителем у директора совхоза Кунцевича.
Мать — Янина Маркевич переехала в Громки по распределению, до этого жила в Желудоке. Работала в сельсовете, там и вышла замуж. После работы в сельсовете стала секретарем-машинисткой у директора совхоза Кунцевича. После увольнения из совхоза в скором времени стала заведующей местной почты.
Старший брат Виктор — заместитель генерального директора по техническим вопросам «Гродненского производственного кожевенного объединения».
Младшая сестра Наталья живёт и работает в Щучине. Там она работает главным специалистом управления экономики Щучинского районного исполнительного комитета.
Жена — Елена Маркевич (девичья фамилия — Ковалевич) родился в Турце. В то время как Анатолий Маркевич возглавлял Новогрудский районный исполнительный комитет, его жена работала главным специалистом отдела культуры Новогрудского районного исполнительного комитета.
У Елены и Анатолия есть трое сыновей. Старший — Илья, в 2020 году окончил БНТУ. Средний — Евгений, в 2020 году окончил школу, поступил в БГПУ им. Максима Танка. Младший сын учится в школе.

## Участие в репрессиях
В ноябре 2021 года запретил спектакль «Тиль» за фразу «Жыве Фландрыя!». На показе премьеры спектакля присутствовал сам Маркевич. После чего уволил режиссера и актеров, игравших в постановке.
20 января 2022 года Маркевич признался, что из учреждений культуры Белоруссии были уволены более 300 человек за политические взгляды. В этот же день Маркевич уволил директора белорусского театра юного зрителя Владимира Савицкого за постановку о конфликте школьников и школьной администрации.
В декабре 2022 года Маркевич уволил директора Национального историко-культурного музея-заповедника «Несвиж» за то, что сразу после президентских выборов в 2020 году над музеем был поднят национальный бело-красно-белый флаг.
В январе 2023 года Маркевич уволил директора музея Янки Купалы Елену Лешкович за то, что она отказалась увольнять своих сотрудников по «политическим» причинам.
В феврале 2023 года Маркевич заявил на коллегии ведомства, что «Предателям не место на сцене, будь то госспецмероприятие или концерт в агрогородке». Также Маркевич отметил, что с неугодными артистами работать не будут. Применяется индивидуальный подход, к каждому артисту и коллективу, заявившему об отречении от прежних взглядов и желании работать на благо Беларуси. Если человек искренне раскаивается в своих словах, постах, лайках, готов работать на государство и публично заявить о своей гражданской позиции, ему дается второй шанс. Если слова покаяния оказываются враньём, с такими людьми мы расстаёмся сразу и навсегда».
В марте 2023 года силовики зачистили Национальный Полоцкий историко-культурный музей-заповедник, задержали 8 человек, включая бывшего директора Тамару Джумантаеву. За день до этого Анатолий Маркевич на заседание совета по культуре при Министерстве культуры заявил, что «сфера культуры испытывает необходимость в обновлении кадров».
В марте 2024 года Маркевич раскритиковал независимые арт-проекты и галереи и заявил, что «ряды творческой интеллигенции очищаются от лиц, подрывавших устои государства, которое их взрастило и кормило».